# Steven Marković
Pour les articles homonymes, voir Marković.
Steven Marković, né le 14 mars 1985 à Liverpool, en Australie, est un joueur australien de basket-ball, évoluant au poste de meneur. 